# Loketo
Loketo fue un grupo musical congoleño (RC) fundado en 1986 por Aurlus Mabélé, Jean Baron y Mav Cacharel. Hoy, el grupo es el intérprete más legendario de la música de Soukouss, no solo en África, sino también en Europa y América. Ellos son los que reconciliaron musicalmente África y las Antillas. 

## Historia

### Debut(1986-89)
Estamos en 1986, tres miembros del grupo Ndimbola Lokolé del Congo fundaron el grupo Lokéto, después de haber viajado por Europa, precisamente en Francia. Estos tres exmiembros son Aurlus Mabélé, Mav Cacharel y Jean Baron. Más tarde, se les une Diblo Dibala, solista de Congo-Kinshasa. Su primer álbum, "Trouble", fue lanzado en 1988. El mismo año, el fundador Mav Cacharel se va para fundar su propio grupo, Kébo. Al año siguiente, el grupo viajó a las Antillas y América, donde firmó para la etiqueta Shanachie. Ese año, Aurlus, otro fundador de Loketo, tuvo una hija llamada Alexandra, hoy conocida como Liza Monet , con una mujer de Reunión. 

### Apogeo y gloria(1989-98)
En 1989, después de la salida de Mav Cacharel, el grupo reclutó a Lucien Bokilo, un amigo de Aurlus Mabélé. Firmaron para Jimmy's International Production, la compañía discográfica de Jimmy Houtienou y Patrick Ruscade. Se podría decir que casi todos los álbumes del grupo fueron producidos por ellos. A fines de la década de 1980, la orquesta se mudó a París, Francia . El tercer álbum, "Explosion", fue grabado y lanzado en 1989, bajo el sello Jimmy's International Production y una reedición en Shanachie en 1991, con nuevas canciones. El grupo hizo una aparición en la película de 1988, Black Mic-Mac 2, al interpretar el título "Super K" de un álbum en solitario del solista Diblo Dibala. En 1991, se lanzó un álbum, "Embargo", que contiene la exitosa canción del mismo nombre, en nombre del director Aurlus Mabélé. El álbum también fue relanzado bajo el sello Sound Wave Records. Dally Kimoko, otro guitarrista de Zaire, se unió a la multitud después de abandonar su grupo, Soukous Stars. En la década de 1990, los adultos mayores, si pueden llamarlo así, lanzaron álbumes en solitario, como Jean Baron, Lucien Bokilo y Diblo Dibala. En 1992, el solista Diblo Dibala se despidió para crear su grupo, Matchatcha, y lanzó el mismo año un álbum titulado "Laissez passer". Desde 1991, Loketo ha tenido un invitado en cada álbum, Awilo Longomba, cuando era baterista. En 1995, el cantante Djunny Claude estuvo acompañado por la mayoría de los miembros que tuvieron éxito dentro del grupo. En 1995, el guitarrista Caien Madoka se unió al grupo para reemplazar a Dally Kimoko y permaneció allí durante 4 años. Entre 1996 y 2004, todo el grupo salió bajo el nombre de Aurlus Mabélé. El tercer fundador de Loketo, Jean Baron, también dejó el grupo. En 1997, Aurlus Mabélé firmó con JPS Production, del difunto Jean-Pierre Saah. 

### Primera inactividad y fin de Loketo(2004-09)
Desde el lanzamiento del último álbum de Aurlus Mabélé, "Ça Va Se Savoir" en 2004, el grupo Loketo no ha lanzado ningún álbum y se ha vuelto inactivo. En 2007, Loketo volvió a la vida después del lanzamiento del álbum "Reconciliación", después de un proyecto de reactivación de Loketo iniciado por los dos fundadores que permanecieron vivos, Aurlus Mabélé y Mav Cacharel, ya que Jean Baron murió tristemente en febrero de 2005. El proyecto duró hasta 2009 y después del lanzamiento del álbum "Acte II: Confirmation", su último álbum, Loketo finalizó una gira internacional y terminó sus actividades profesionales. Y así es como se derrumbó una leyenda de Soukouss.

### Regreso de Aurlus Mabélé(2018-20)
Sufriendo un derrame cerebral desde 2009, ciertas fuentes afirmaron que Aurlus Mabélé planeó un regreso con un nuevo baile especial, antes de su muerte el 19 de marzo de 2020 después de haber contratado a COVID-19.

## Discografía

### Álbumes

#### Álbumes de estudio
- 1988   : Trouble
- 1989   : Explosion
- 1991   : Extra Ball
- 1991   : Embargo
- 1993   : Choc à Distance
- 1994   : Génération Wachiwa, encaisse tout
- 1997   : Proteine 4
- 2007   : Réconciliation
- 2008   : Acte II: Confirmation

## Exmiembros

### Cantantes
- Aurlus Mabélé, 1986 - 2009
- Mav Cacharel, 1986 - 1989
- John Baron, de 1986 - de 1995
- Lucien Bokilo, de 1989 - de 1992
- Djunny Claude, de 1991 - de 1995
- Marie Céline Chrone, 1988 - ?
- Léonie, ? - ?

### Guitarristas/Bajistas
- Diblo Dibala, 1986 - 1992, Solista
- Dally Kimoko, 1991 - 1995, Solista
- Caien Madoka, 1995 - 2000, solista, ritmo, bajo
- Blandin Wabacha, 1986 - 1992, rítmica
- Rémy Sah'lomon, 1986 - 1998, bajista
- Faustino Ngoita, de 1997 - 2004, el bajista

### Bateristas
- Mack Macaire, 1986 - 1997